# Malavalli
Malavalli é um cidade no distrito de Mandya, no estado indiano de Karnataka.

## Geografia
Malavalli está localizada a 12° 23′ N, 77° 05′ L. Tem uma altitude média de 610 metros (2001 pés).

## Demografia
Segundo o censo de 2001, Malavalli tinha uma população de 35 800 habitantes. Os indivíduos do sexo masculino constituem 51% da população e os do sexo feminino 49%. Malavalli tem uma taxa de literacia de 64%, superior à média nacional de 59,5%: a literacia no sexo masculino é de 69% e no sexo feminino é de 58%. Em Malavalli, 13% da população está abaixo dos 6 anos de idade.